# Sheldon Brown
(en) Statistiques sur pro-football-reference
Sheldon Dion Brown (né le 19 mars 1979 à Lancaster) est un joueur américain de football américain. Il joue actuellement avec les Browns de Cleveland.

## Enfance
Brown étudie à la Lewisville High School situé à Richburg.

## Carrière

### Université
Il entre à l'université de Caroline du Sud en 1998 et étudie le management sportif et dans le divertissement. Après une année 1998 où il est plus souvent sur le banc, Brown obtient sa place de titulaire en 1999, place qu'il ne quitte plus jusqu'à l'obtention de son diplôme.

### Professionnel

#### Eagles de Philadelphie
Sheldon est sélectionné au second tour du draft de la NFL de 2002 par les Eagles de Philadelphie au 59e choix. À son arrivée, il doit subir la concurrence car pendant les saisons 2002 et 2003 c'est Bobby Taylor et Troy Vincent qui se partage le poste de cornerback titulaire. En 2004, il devient titulaire avec Lito Sheppard et Asante Samuel et enregistre son record de tacle en une saison avec soixante-six. En 2005, il marque son premier touchdown lors du quatrième match de la saison après avoir intercepté une passe et parcouru quarante yards et inscrit un nouveau touchdown la semaine suivante après avoir récupéré un fumble et remonté tout le terrain, parcourant quatre-vingt yards.
En 2006, lors du dixième match, contre les Redskins de Washington, il intercepte une passe et parcourt soixante-dix yards pour marquer un touchdown. En 2009, il fait cinq interceptions (son record en une saison) et marque deux touchdowns : le premier contre les Falcons d'Atlanta lors du douzième match après avoir intercepté une passe de Chris Redman et parcouru quatre-vingt-trois yards; le second sera contre les Giants de New York, récupérant un fumble et marquant un touchdown de soixante yards.

#### Browns de Cleveland
Le 2 avril 2010, les Eagles de Philadelphie échange Sheldon et le linebacker Chris Gocong contre le quatrième et cinquième tour des Browns de Cleveland. Pour sa première saison avec sa nouvelle équipe, il est un des cornerback titulaires et joue la totalité des matchs de la saison régulière, interceptant deux passes et taclant à quarante-huit reprises.